# Fenusa
Fenusa is een geslacht van  echte bladwespen (familie Tenthredinidae).

## Soorten
- F. altenhoferi (Liston, 1993)
- F. carpinifoliae (Liston, 1993)
- F. dohrnii

Elzenmineerwesp (Tischbein, 1846)
- F. pumila Leach, 1817
- F. ulmi Sundevall, 1844